# ベースボール (ゲームボーイ)
『ベースボール』は1989年4月21日に発売されたゲームボーイ用ソフト。内容はファミコン版とは別物である。

## 概要
ゲームモードはUSAモードとJPNモードが有り、球速表記やボールカウントの表示順番、プレイ中のBGMに違いがある。チームはW-BEARSとR-EAGLESの2チームが用意され、常にW-BEARSが先攻となる。USAモードはピッチャーの中にMARIOとLUIGIが、JPNモードの選手名は往年の名選手を模したものとなっている。
ゲームシステムはファミコン版と異なり、ナムコの『プロ野球ファミリースタジアム』に近いものとなっており、画面構成やグラフィックも同作品を意識したと思われるものとなっている。ファミコン版ではオートだった守備はセミオートとなり、ある程度打球を自動で追尾してくれるが、自分で操作することも出来る。一方で、ライナー性のファウルフライに対して全く帰塁しないなどCOMの性能は良いとは言い切れない。
全体的な挙動やゲームスピードが遅いこと、また2チームしかないことなどが欠点として指摘されたものの、ゲームボーイのローンチタイトルとして好調な販売実績を残した。

## 移植版
| No. | タイトル                            | 発売日                     | 対応機種        | 開発元                                      | 発売元 | メディア                              | 型式 | 備考 | 出典                    |
| --- | ----------------------------------- | -------------------------- | --------------- | ------------------------------------------- | ------ | ------------------------------------- | ---- | ---- | ----------------------- |
| 1   | ベースボール                        | 2011年6月7日 2011年7月14日 | ニンテンドー3DS | 任天堂開発第一部 インテリジェントシステムズ | 任天堂 | ダウンロード （バーチャルコンソール） | -    |      | [ 4 ] [ 5 ]             |
| 2   | ゲームボーイ Nintendo Switch Online | 2024年5月15日              | Nintendo Switch | 任天堂                                      | 任天堂 | ダウンロード                          | -    |      | [ 6 ] [ 7 ] [ 8 ] [ 9 ] |